# Титан (фільм, 2021)
«Титан» (фр. Titane) — франко-бельгійський художній фільм жахів-трилер французької режисерки Жулії Дюкурно, який отримав Золоту пальмову гілку 74-го Каннського кінофестивалю в липні 2021 року.
Світова прем'єра відбулася на Каннському кінофестивалі 13 липня 2021, де Дюкурно стала другою жінкою-режисером, яка виграла Золоту пальмову гілку і першою жінкою, яка здобула сольну перемогу.

## Сюжет
Алексія працює стриптизеркою та має сексуальний потяг до автомобілів. Через важку дитячу травму, а також відсутність батьківської любові, вона виросла схильною до насильства. Коли її неконтрольована агресія заходить занадто далеко, вона змінює зовнішність та видає себе за іншу людину.

## У ролях
- Венсан Лендон
- Агата Руссель
- Гаранс Марильє
- Лаїс Саламе
- Домінік Фрот
- Мірієм Ахеддіу
- Рахім-Сільвіолі Мехді

## Фільмування та прем'єра
Проєкт було анонсовано у вересні 2019 року. Режисером стала Жулія Дюкурно (для неї це другий повнометражний фільм), головні ролі отримали Венсан Лендон і Агата Руссель. Знімання розпочалися у вересні 2020 року. Спочатку виробництво планувалося розпочати у квітні 2020 року, але було затримано через пандемію COVID-19.
Прем'єра відбулась 13 липня 2021 року на Каннському кінофестивалі, а 14 липня того ж року фільм вийшов у французький прокат.
Neon планує розповсюджувати фільм у Сполучених Штатах.

## Критика
Фільм було удостоєно Золотої пальмової гілки 74-го Каннського кінофестивалю в липні 2021 року. Він отримав високу оцінку від кінокритиків таких видань, як «Variety», «The Hollywood Reporter», «Vulture», «BBC Culture», «Мистецтво кіно».
Негативні рецензії написали кінокритики «The Guardian», «Російської газети», «Нової газети». Антон Долін охарактеризував «Титана» як фільм, «позбавлений внутрішньої дисципліни і логіки» і вторинний по відношенню до картин Девіда Кроненберга (зокрема, до «Автокатастрофи»).